# Збруева, Евгения Ивановна
Евге́ния Ива́новна Збру́ева (26 декабря 1867 (7 января 1868), Москва, Российская империя  — 20 октября 1936, Москва, РСФСР, СССР) — русская оперная певица (контральто), дочь композитора П. П. Булахова. Заслуженный артист Императорских театров (1912). Заслуженная артистка Республики (1922).

## Биография
Родилась в 26 декабря 1867 (7 января 1868) в Москве. Незаконнорождённая дочь композитора Петра Булахова и певицы Анисьи Булаховой (урождённая Лаврентьева, сценический псевдоним — Лаврова). Впоследствии была формально удочерена полковником И. П. Збруевым.<--->
Музыкальное образование получила в Московской консерватории по классу Е. А. Лавровской.
С 1894 состояла в труппе Московской императорской оперы, на партиях первого контральто.
В 1905—1918-х гг. выступала на сцене Мариинского театра, где была первой исполнительницей партий Марфы в опере «Хованщина» и Солохи в опере Чайковского «Черевички».
Проживала в «Доме Бенуа» в Петрограде, а также в Москве в доходном доме М. В. Сокол на Кузнецком Мосту.
Умерла в 1936 году. Похоронена на Введенском кладбище (3 уч.).